# Elbia Pereira
Elbia Pereira (Montevideo) es una maestra de educación inicial y sindicalista uruguaya. Fue la Secretaria General del PIT-CNT, siendo la primera mujer en ocupar ese cargo.

## Trayectoria
Su primer trabajo como maestra fue en Montevideo pero rápidamente se mudó al Departamento de Soriano para trabajar en escuelas rurales. Primero trabajó en la escuela de Parada Olivera y, luego, en Palmitas, en donde llegó a ser la directora de un jardín de infantes de tiempo completo. Trabajando allí fue electa como Secretaria General de la Federación Uruguaya de Magisterio de Trabajadores de Educación Primaria (FUM-TEC). En noviembre de 2020 fue reelecta hasta 2023, siendo su tercer período al frente de ese sindicato.
En noviembre de 2021 asumió la Secretaría General del PIT-CNT, tras la salida de Marcelo Abdala para asumir la Presidencia de la central sindical.